# Dagny Arbman
Dagny Tullia Arbman, född Ljungh den 30 augusti 1908 i Söderhamn, död den 25 januari 1997 i Lund, var aktiv i bildandet och etableringen av u-landsföreningen Svalorna 1959. Senare grundade hon föreningens Indien-sektion.

## Biografi

### Familj
Arbman var dotter till författaren Tullia Ljungh (dotter till Julius Centerwall) och diplomingenjör Hjalmar Ljungh (son till trafikinspektör Hjalmar Ljungh) samt syster till ingenjör Erland Ljungh. Hon var gift med Holger Arbman.

### Utbildning och yrkesverksamhet
Dagny Arbman hade en filosofie kandidatexamen och var verksam som textillärare på bland annat Handarbetets Vänner. Hon arbetade även som författare och översättare inom sina kunskapsområden, vilka utöver språkkunskaper omfattade Indien, historia, arkeologi, internationell hjälpverksamhet och textilkunskap.
Arbman skrev boken Gobelänger och andra vävda tapeter, utgiven på Forum förlag 1950, och översatte flera texter från franska till svenska. Bland översättningarna finns: Välja att tjäna de fattigaste: en berättelse om Moder Teresa och hennes arbete av Paul Chetcuti, Okänt Indien: expedition Sköldpaddan 1950-1952, av de Golish, Rambach och Hébert-Stevens.

### Arbete med Svalorna
Dagny Arbman var medlem i Svalorna sedan föreningens uppkomst år 1959. Hon hade under 1950-talet besökt Indien och tog i början av 1960-talet initiativet till – och byggde upp – Svalornas verksamhet i landet.
År 1962 grundade Arbman Svalornas Indien-sektion, med säte i Lund. Sektionen kom senare att omfatta internationellt utvecklingsarbete också i Bangladesh. Samma år skickades de första volontärerna till landet, där de främst arbetade i Cherian Nagar utanför Madras. Mellan åren 1962 och 1977 var hon ordförande i Svalornas Indien- och Bangladesh-sektion.
Arbman var aktiv i Svalorna fram till sin död 1997. Makarna Arbman är begravda på Norra kyrkogården i Lund.

### Översättningar
- Audrain, Michel; Samivel pseud. för Paul Gayet-Tancrède, Arbman Dagny (1955). Egyptens skatter. Malmö: Allhem. Libris 1434168

- Chetcuti, Paul; Arbman Dagny (1982). Välja att tjäna de fattigaste: en berättelse om Moder Teresa och hennes arbete. Lund: Moder Teresas medarbetare i Sverige. Libris 701987